# فسفوگلیسرات کیناز
فسفوگلیسرات کیناز (انگلیسی: Phosphoglycerate kinase) یک آنزیم است که واکنش برگشت‌پذیر انتقال یک گروه فسفات را از ۳٬۱-بیس‌فسفوگلیسرات و آدنوزین دی‌فسفات به ۳-فسفوگلیسرات و آدنوزین تری‌فسفات کاتالیزه می‌کند.
1,3-bisphosphoglycerate + ADP  glycerate 3-phosphate + ATP
فسفوگلیسرات کیناز در انسان به دو نوع است: PGK1 که در تمامی سلول‌های بدن یافت می‌شود و PGK2 که فقط در سلول‌های مرتبط با اسپرماتوژنز وجود دارد.

## اهمیت بالینی
کمبود فسفوگلیسرات کیناز که وابسته‌به ایکس مغلوب است، با کم‌خونی همولیتیک، بیماری روانی و میوپاتی در انسان مرتبط است.
فسفوگلیسرات کیناز در فسفریلاسیون و فعال‌سازی داروهای ضد ایدز در بدن نقش دارد.